# Margarete Benda
Margarete Benda, eigentlich Margaretha Benda, geb. Margaretha Remmert (* in Groß Schwein bei Glogau, Schlesien; † 1940 in Neuses-Coburg) war eine deutsche Schriftstellerin und Schauspielerin.

## Leben
Sie wurde im Dorf Groß Schwein als Tochter des Gutsbesitzers Otto Remmert und seiner Frau Elwiene geboren; ihre Schwester war die bekannte Pianistin und Liszt-Schülerin Martha Remmert (1853–1941).
Margarete ließ sich zur Schauspielerin ausbilden und debütierte unter der Leitung ihres Mentors Otto Devrient am Hoftheater Weimar. Sie heiratete den Schauspieler und Schriftsteller Oskar Benda (1845–1915). Beide spielten ab 1884 für vier Jahre am Hoftheater Oldenburg. Im Jahr 1888 ging Margarete Benda an das Deutsche Theater Berlin. Obwohl sie ein Engagement für sechs Jahre erhalten hatte, musste sie aufgrund eines Nervenleidens bereits 1889 die Bühne verlassen. Sie kehrte zu ihrem Mann zurück, der inzwischen als Leiter der Hoftheater in Coburg und Gotha fungierte. Sie trat in der Folge in Gastspielen auch auf der Bühne beider Theater auf.
Benda hatte bereits im Jugendalter Erzählungen in der Berliner Bürgerzeitung veröffentlicht. Um 1900 widmete sie sich schließlich dem Drama und veröffentlichte unter anderem 1896 den Einakter Auf dem Fahrrade, der unter anderem in Coburg, Gotha und Eisenach aufgeführt wurde.

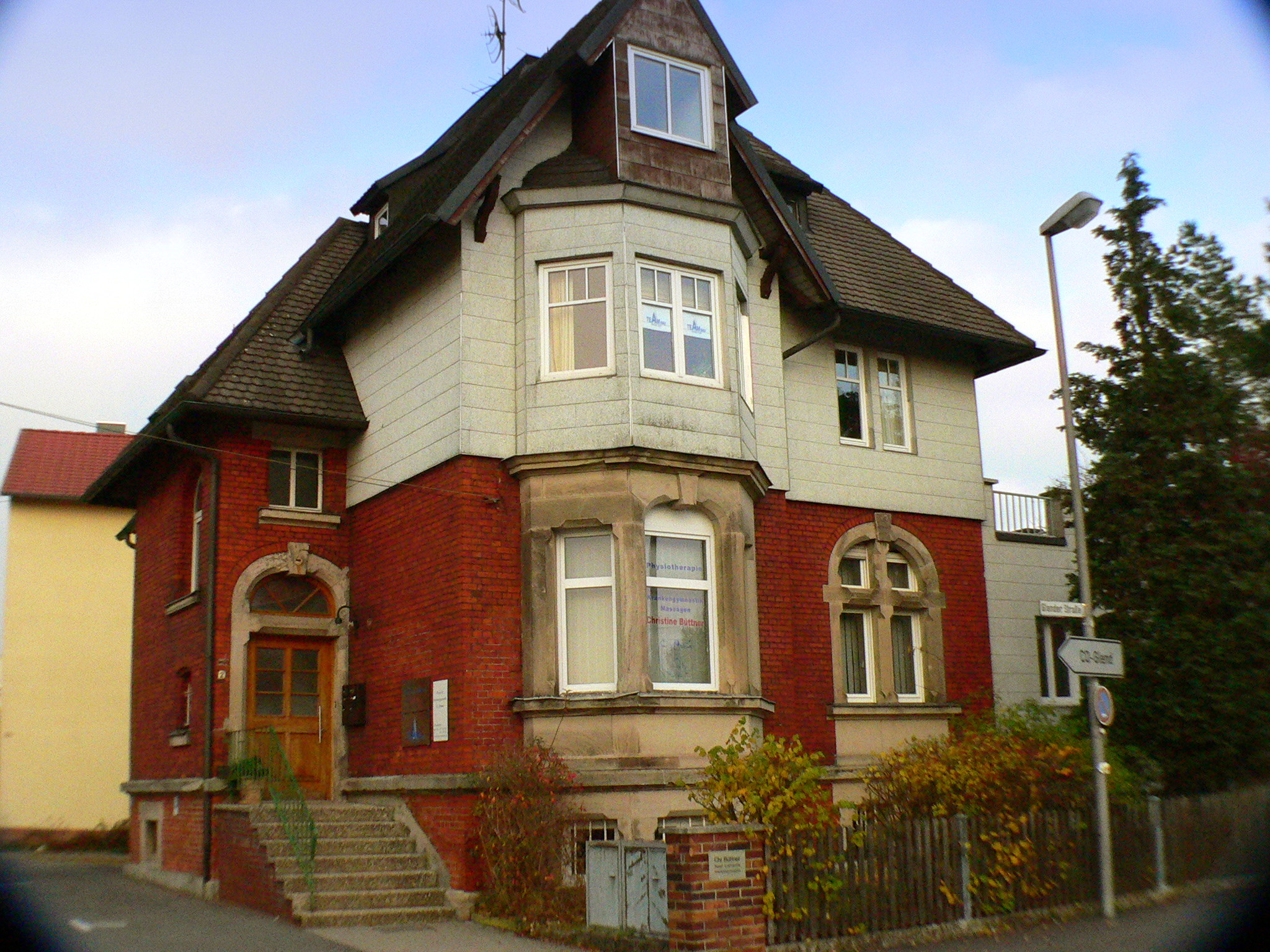
Wohnhaus in Neuses, Glender Straße 2

Benda starb 1940 in Neuses bei Coburg und wurde dort auch beigesetzt. Ihr Grab ist nicht erhalten.

## Werke
- Auf dem Fahrrade. Schwank in 1 Akt. Ohne Ort und Jahr, 1896.
- Die drei Rosen. Ein Zaubermärchen in 8 Bildern, mit Musik von Johann Döbber. Scheffer, Leipzig 1903.